# Extreme Rules (2020)
Cet article concerne l'édition 2020 du pay-per-view Extreme Rules. Pour toutes les autres éditions, voir WWE Extreme Rules.
L'édition 2020 d'Extreme Rules est une manifestation de catch (lutte professionnelle) produite par World Wrestling Entertainment (WWE), une fédération de catch américaine, qui est télédiffusée, visible en paiement à la séance, sur le WWE Network. L'événement s'est déroulé le 19 juillet 2020. Il s'agit de la douzième édition d'Extreme Rules.

## Contexte
Les spectacles de la World Wrestling Entertainment (WWE) sont constitués de matchs aux résultats prédéterminés par les scénaristes de la WWE. Ces rencontres sont justifiées par des storylines – une rivalité entre catcheurs, la plupart du temps – ou par des qualifications survenues dans les shows de la WWE telles que Raw, SmackDown. Tous les catcheurs possèdent un gimmick, c'est-à-dire qu'ils incarnent un personnage gentil (Face) ou méchant (Heel), qui évolue au fil des rencontres. Un événement comme Extreme Rules est donc un événement tournant pour les différentes storylines en cours.

## Tableau des matches
| Ordre par numéros | Résultat                                                                     | Stipulation(s) | Temps |
| --- | ---------------------------------------------------------------------------- | --- | ----- |
| 1P | Kevin Owens bat Murphy                                                       | Match simple | 8:55  |
| 2 | Shinsuke Nakamura et Cesaro battent The New Day (Big E et Kofi Kingston) (c) | Tables match pour le Championnat par équipes de SmackDown | 10:25 |
| 3 | Bayley (avec Sasha Banks) (c) bat Nikki Cross (avec Alexa Bliss)             | Match simple pour le Championnat féminin de SmackDown | 12:20 |
| 4 | MVP bat Apollo Crews (c) par forfait                                         | Match simple pour le Championnat des États-Unis | N/A   |
| 5 | Seth Rollins bat Rey Mysterio                                                | An Eye For An Eye Match | 18:05 |
| 6 | Sasha Banks (avec Bayley) bat Asuka (c) (avec Kairi Sane)                    | Match simple pour le Championnat féminin de Raw | 20:00 |
| 7 | Drew McIntyre (c) bat Dolph Ziggler                                          | Extreme Rules match pour le Championnat de la WWE La stipulation Extreme Rules ne s'appliquait qu'à Ziggler, McIntyre a dû se battre selon les règles normales d'un match simple. Si Drew McIntyre est disqualifié ou est compté à l'extérieur, Dolph Ziggler gagne le championnat de la WWE. | 15:25 |
| 8 | Bray Wyatt bat Braun Strowman (c)                                            | Wyatt Swamp Fight Match (le titre Universel n'était pas en jeu) | 18:00 |
| La lettre C placée entre parenthèses désigne la personne ou l’équipe championne en titre. P – indique que le match a eu lieu lors du pré-show |                                                                              | |       |